# Ommegang w Brukseli
Artykuł ten został zgłoszony do umieszczenia na stronie głównej w rubryce „Czy wiesz”.
Pomóż nam go sprawdzić: oceń zgłoszoną nominację.
Ommegang w Brukseli (fr. L’Ommegang de Bruxelles, niderl. De Ommegang van Brussel) – coroczny pochód historyczny i festiwal ludowy odbywający się w lipcu w historycznym centrum stolicy Belgii, Brukseli.
W 2019 roku podczas odbywającej się w Bogocie 14. sesji Międzyrządowego Komitetu ds. Ochrony Niematerialnego Dziedzictwa Kulturowego tradycja wpisana została na listę reprezentatywną niematerialnego dziedzictwa kulturowego UNESCO.

## Historia

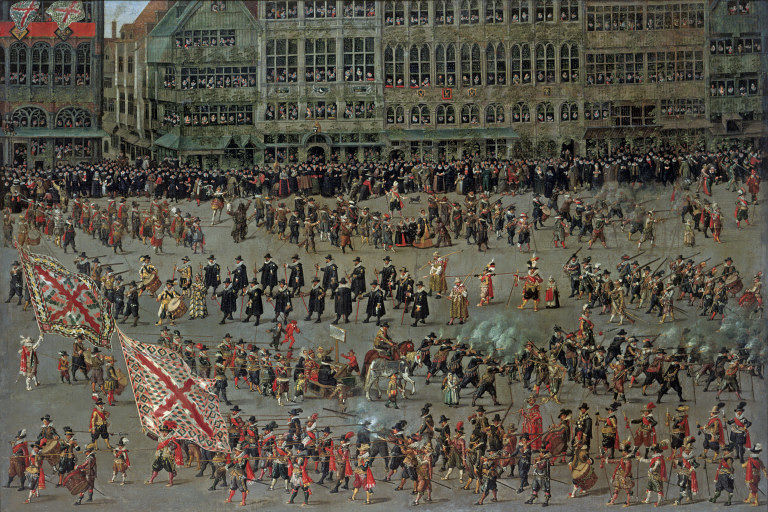
Ommegang w Brukseli w 1615 roku. Fragment obrazu Denisa van Alsloota

Pochód Ommegang pierwotnie był wydarzeniem religijnym, a jego początki sięgają 1348 roku. Według legendy, wydarzenie upamiętniać ma przewiezienie w tym roku cudownej figury Matki Boskiej na barce z Antwerpii do kaplicy w Sablon (obecny kościół Notre-Dame du Sablon) strzeżonej przez kuszników. Każdego roku w niedzielę przed świętem Zesłania Ducha Świętego wokół świątyni odbywały się procesje, podczas których oddawano cześć patronce miasta. Określano je mianem ommegang, co w języku niderlandzkim oznacza „chodzić wokół”. Z czasem procesje te zmieniły swój charakter, zyskały popularność i stały się wydarzeniem towarzyskim, w którym udział brała cała społeczność miasta.
Tradycja praktycznie zanikła w XVIII wieku, a w kolejnym stuleciu Ommegang w Brukseli odbył się tylko dwukrotnie (w 1825 i 1855 roku). Wydarzenie w swoim współczesnym kształcie zostało w latach 1928–1930 odtworzone w celu uczczenia 100-lecia niepodległości Królestwa Belgii, a jego scenariusz opracowano na podstawie zachowanych opisów hucznego pochodu z 1549 roku, w którym uczestniczył cesarz Karol V Habsburg. W latach II wojny światowej organizowanie brukselskiego Ommegangu ponownie zostało przerwane, a od 1957 roku festiwal odbywa się corocznie, wciąż czerpiąc inspirację z pochodu zorganizowanego w 1930 roku, jednak z dostosowaniem swojej formy do zmian zachodzących w społeczeństwie.

## Przebieg

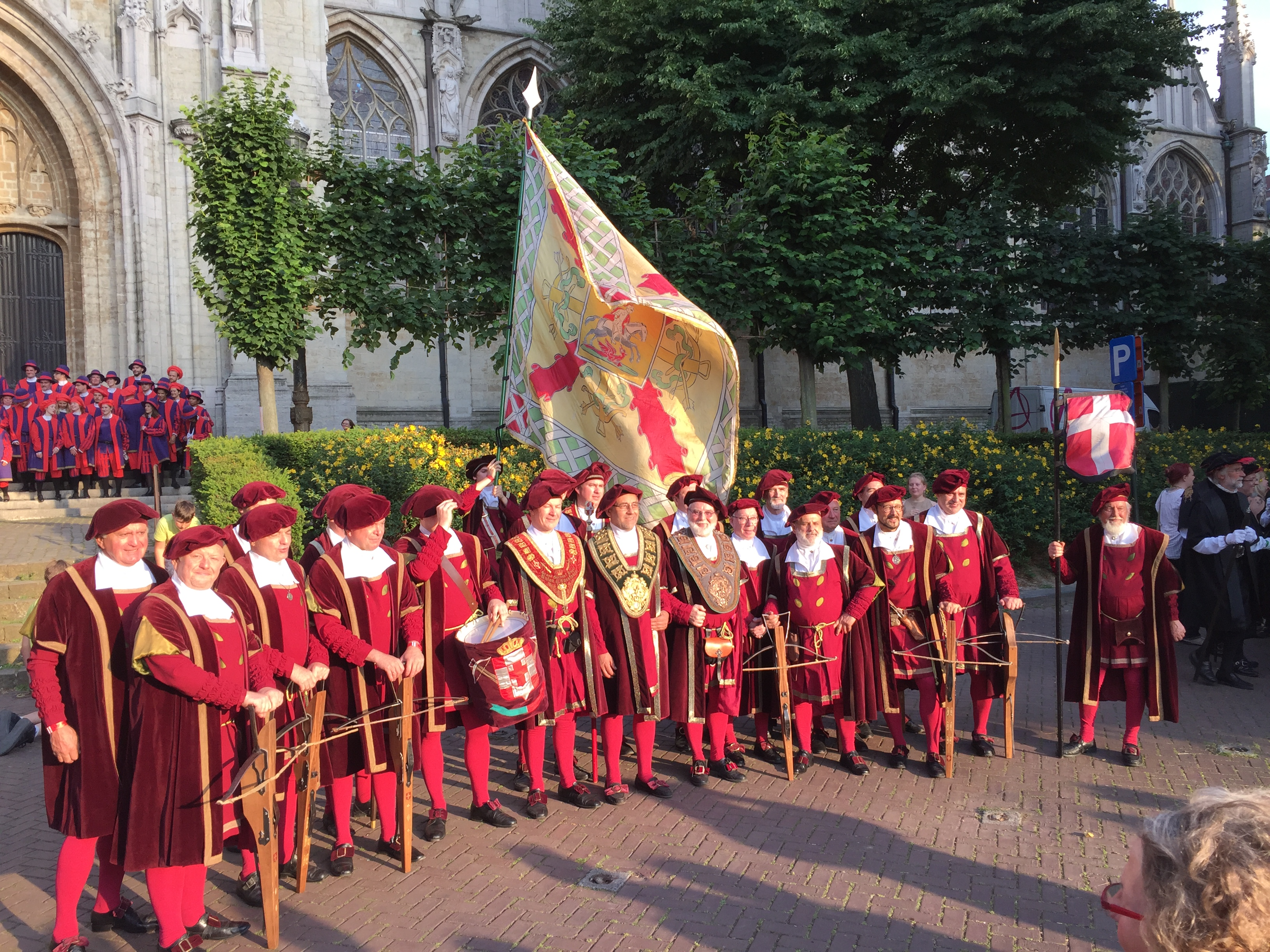
Kusznicy podczas brukselskiego Ommegangu w 2017 roku

Ommegang odbywa się co roku przez dwa wieczory w lipcu w przestrzeni historycznego centrum Brukseli. Festiwal rozpoczyna się o godzinie 19:30 zawodami w strzelaniu z kuszy odbywającymi się na głównym placu dzielnicy Sablon. Do kościoła Notre-Dame du Sablon przybywa następnie aktor odgrywający postać cesarza Karola V. Po godzinie 21:00 cesarz opuszcza świątynię, a za nim podąża pochód, w którym uczestniczą m.in. postacie kuszników, łuczników, arkebuzerów, szermierzy, dworzan, mieszczan (fr. le bon peuple bruxellois), przedstawiciele cechów, sędziowie i duchowni, a także tancerze, muzycy i błaźni. Niesiona jest również figura Matki Bożej z miejscowego kościoła.
Procesja przemierza ulicami Brukseli 1,5-kilometrową trasę, a poszczególne grupy uczestników dołączają po drodze. Pochód ok. godziny 22:00 dociera do Grand-Place, miejsca wpisanego w 1998 roku na listę światowego dziedzictwa UNESCO, na którym trwają już występy artystyczne podziwiane m.in. z trybuny ustawionej przed budynkiem ratusza. Na placu wszystkie grupy wspólnie występują w inscenizacji z elementami historycznymi, której scenariusz rozwijany jest od 1930 roku. Odbywają się też występy z użyciem wielkich figur olbrzymów i zwierząt, popisy szczudlarzy oraz podrzucanie flag, prezentuje się również m.in. teatr lalek Toone (fr. Théâtre royal de Toone), a także Gilles znani z karnawału w Binche.
Oficjalna część uroczystości kończy się pokazem fajerwerków o godzinie 23:00. Cesarz udaje się do ratusza, a mieszkańcy miasta dalej wspólnie świętują.

## Znaczenie
Przygotowania do festiwalu trwają przez cały rok, a jego organizatorem jest stowarzyszenie Société royale Ommegang Oppidi Bruxellensis. Ma ono w centrum Brukseli budynek, w którym przechowywane i konserwowane są stroje i rekwizyty, spotykają się tutaj również przedstawiciele grup uczestniczących w pochodzie. Corocznie bierze w nim czynny udział blisko 1200 osób – kobiet, mężczyzn oraz dzieci – którzy pochodzą głównie z Brukseli i jej najbliższych okolic. 
Wydarzenie każdego roku przyciąga od 5 do 6 tys. widzów, z których większość gromadzi się na Grand-Place, aby powitać uczestników procesji. Do ich dyspozycji dostępne są przeważnie dwie płatne trybuny po tysiąc miejsc siedzących każda oraz ok. 2 tys. bezpłatnych miejsc stojących. Opłaty za bilety wstępu pokrywają część kosztów organizacji wydarzenia.
Brukselski Ommegang jest wydarzeniem promującym lokalne dziedzictwo kulturowe, utrwalającym pamięć o dawnych procesjach w regionie historycznej Brabancji oraz wzmacniającym poczucie tożsamości mieszkańców belgijskiej stolicy. Transmisja tradycji odbywa się z pokolenia na pokolenie w rodzinach, wśród przyjaciół. Niektórzy uczestnicy zaangażowani w Ommegang biorą w nim udział od 40–50 lat.